# لاک‌پشت تیرچه‌دار
لاک‌پشت تیرچه‌دار (نام علمی: Cuora mouhotii) نام یک گونه از خانواده لاک‌پشت‌های برکه‌ای اوراسیا است.
بر پشت لاک آن برجستگی تیرچه‌مانندی وجود دارد.